# 飯蛸
飯蛸（学名：Amphioctopus fangsiao），又名短蛸、短爪章魚，俗称桃花蛸、坐蛸、短腿蛸、望潮、小蛸等，为章魚科雙章魚屬下的一个种，广泛分布于渤海、黄海、东海、南海、台湾海峡等地。另外也分布于俄罗斯远东地区、日本、朝鲜半岛、印度尼西亚及新几内亚的沿海地区。可食用，是蛸类中重要的经济种。

## 名称
因其所产卵似米饭粒，因而得名“饭蛸”。种加词fangsiao即来自汉语“饭蛸”。

### 次异名
短蛸（Octopus ocellatus）:671最早于1849年被约翰·爱德华·格雷有效描述，后被认为是飯蛸的次异名。

## 特徵
體長最大30厘米，屬於小型章魚。身體表面有很多突起的疣。身體顏色會隨周圍環境變化，觸手之間的褶有兩個金色的環形花紋和兩眼之間有長方形花紋是牠的特徵。

## 生态习性
底栖，肉食性，主要捕食贝类、底栖性甲壳类及小型底栖鱼类，幼体则主食端足类、糠虾类。会短距离洄游，春季从深水海域移动至沿海浅水区产卵繁殖，产卵期为四月至五月。交配产卵在砂砾海底，此时有钻壳及钻砂习性。

## 外部連結
- DNA information for Amphioctopus fangsiao（页面存档备份，存于）